# DVI
La interfície visual digital (en anglès DVI, "digital visual interface") és una interfície de vídeo dissenyada per a obtenir la màxima qualitat de visualització possible en pantalles digitals, tals com els monitors de cristall líquid de pantalla plana i els projectors digitals. Va Ser desenvolupada pel consorci industrial DDWG ("Digital Display Working Group", Grup de Treball per a la Pantalla Digital). Per extensió del llenguatge, al connector d'aquesta interfície se li dona el nom de connector tipus DVI.

## Perspectiva general
Els estàndards anteriors, com el VGA, són analògics i estan dissenyats per a dispositius CRT (tub de raigs catòdics o tub catòdic). La font varia la seva tensió de sortida amb cada línia que emet per a representar la lluentor desitjada. En una pantalla CRT, això s'usa per a assignar al raig la intensitat adequada mentre aquest es va desplaçant per la pantalla. Aquest raig no està present en pantalles digitals; en el seu lloc hi ha una matriu de píxels, i s'ha d'assignar un valor de lluentor a cadascun d'ells. El descodificador fa aquesta tasca prenent mostres del voltatge d'entrada a intervals regulars. Quan la font és també digital (com un ordinador), això pot provocar distorsió si les mostres no es prenen en el centre de cada píxel, i, en general, el grau de soroll entre píxels adjacents és elevat.
DVI adopta un enfocament distint. La lluentor dels píxels es transmet en forma de llista de nombres binaris. Quan la pantalla està establerta a la seva resolució nadiua, només ha de llegir cada nombre i aplicar aquesta lluentor al píxel apropiat. D'aquesta forma, cada píxel del buffer de sortida de la font es correspon directament amb un píxel en la pantalla, mentre que amb un senyal analògic l'aspecte de cada píxel pot veure's afectat pels seus píxels adjacents, així com pel soroll elèctric i altres formes de distorsió analògica....

## Característiques tècniques
El format de dades de DVI està basat en el format de sèrie PanelLink, desenvolupat pel fabricant de semiconductors Silicon Image Inc. Empra TMDS ("Transition Minimized Differential Signaling", Senyal Diferencial amb Transició Minimitzada). Un enllaç DVI consisteix en un cable de quatre parells trenats: un per a cada color primari (vermell, verd, i blau) i altre per al "rellotge" (que sincronitza la transmissió). La sincronització del senyal és gairebé igual que la d'un senyal analògic de vídeo. La imatge es transmet línia per línia amb intervals d'esborrat entre cada línia i entre cada fotograma. No s'usa compressió ni transmissió per paquets i no admet que només es transmetin les zones canviades de la imatge. Això significa que la pantalla sencera es transmet constantment.
Amb un sol enllaç DVI (o Single Link), la màxima resolució possible a 60 Hz és de 2,6 megapíxels. Per això, el connector DVI admet un segon enllaç (Dual Link), amb altre conjunt de parells trenats per al vermell, el verd i el blau. Quan cal una amplada de banda major que el qual permet un sol enllaç, el segon s'activa, i els dos poden emetre píxels alterns. L'estàndard DVI especifica un límit màxim de 165 MHz per als enllaços únics, de manera que les maneres de pantalla que requereixin una freqüència inferior han d'usar la manera d'enllaç únic, i els quals requereixin més han d'establir la manera d'enllaç doble. Quan s'usen els dos enllaços, cadascun pot sobrepassar els 165 MHz. El segon enllaç també es pot usar quan es necessitin més de 24 bits per píxel, en aquest cas transmet els bits menys significatius.
Igual que els connectors analògics VGA moderns, el connector DVI té pins per al canal de dades de pantalla, versió 2 (DDC 2) que permet a l'adaptador gràfic llegir les dades d'identificació de pantalla estesos (EDID, "Extended Display Identification Data").

## Connector

Connector DVI (vista del connector mascle)

Connector M1-DA (vista del connector mascle)

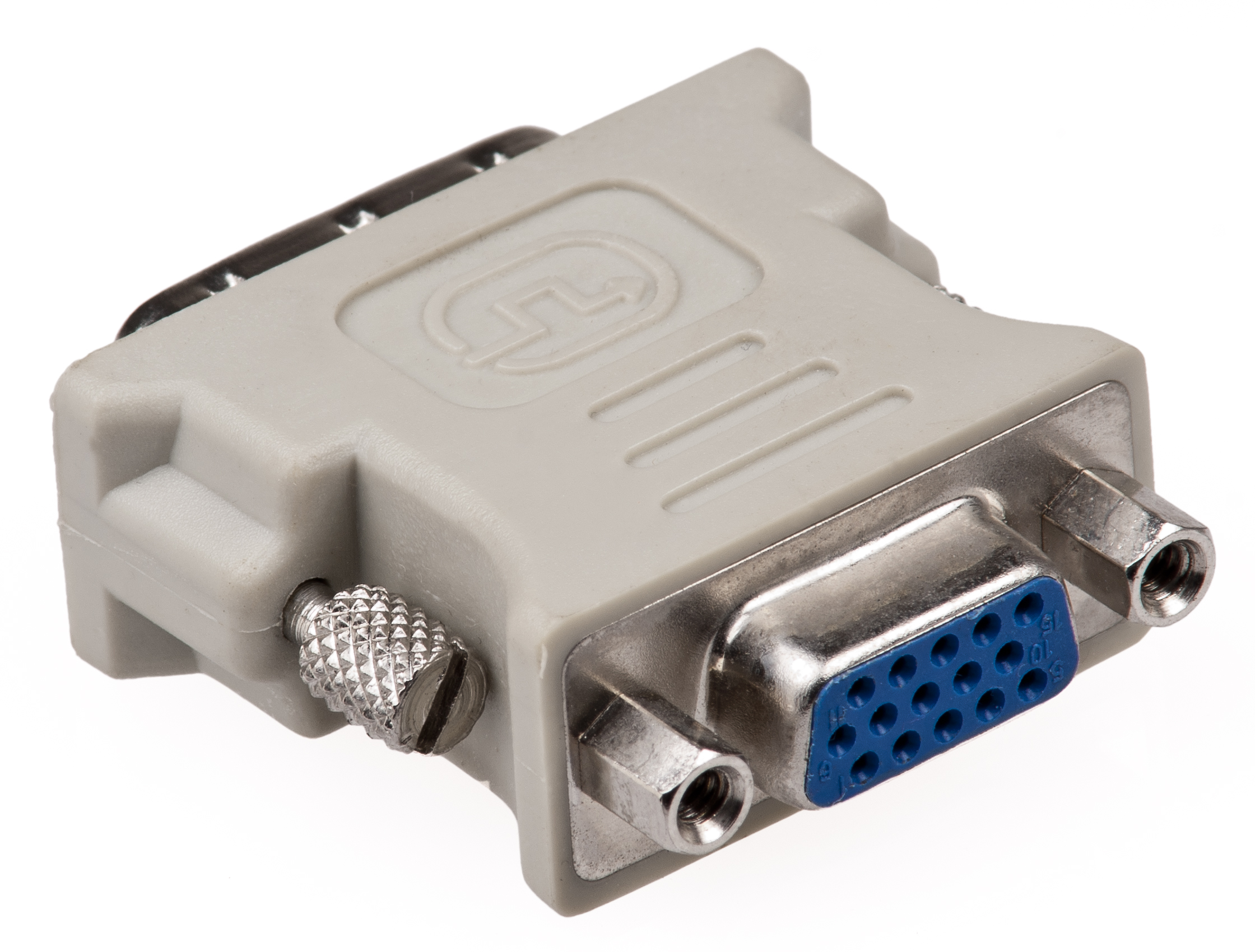
Una connexió DVI pot ser recablejada a VGA amb un adaptador (els senyals analògics han d'existir en el sòcol DVI)

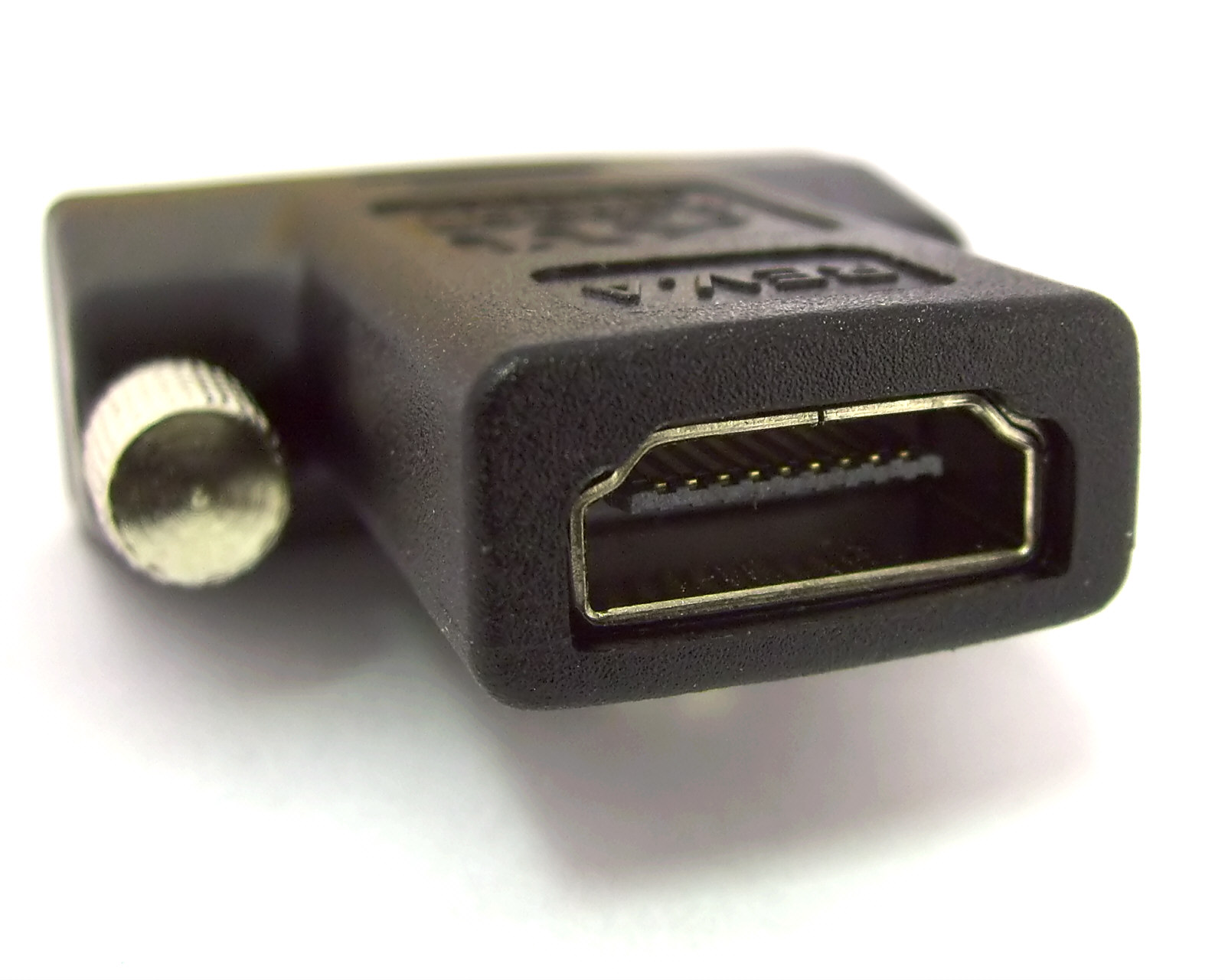
Una connexió DVI pot ser recablejada a HDMI amb un adaptador (els senyals d'audio han d'existir en el sòcol DVI)

El connector DVI normalment posseïx pins per a transmetre els senyals digitals nadius de DVI. En els sistemes de doble enllaç, es proporcionen pins addicionals per al segon senyal.
També pot tenir pins per a transmetre els senyals analògics de l'estàndard VGA. Aquesta característica es va incloure per a donar un caràcter universal a DVI: els connectors que la implementen admeten monitors d'ambdós tipus (analògic o digital).
Els connectors DVI es classifiquen en tres tipus en funció de quins senyals admeten: 
- DVI-D (només digital)
- DVI-A (només analògica)
- DVI-I (digital i analògica)

De vegades es denomina DVI-DL als connectors que admeten dos enllaços.
DVI és l'únic estàndard d'ús estès que proporciona opcions de transmissió digital i analògica en el mateix connector. Els estàndards que competeixen amb ell són exclusivament digitals: entre ells estan el sistema de senyal diferencial de baix voltatge (LVDS, "Low-Voltage Differential Signalling") conegut per les seves marques FPD ("Flat-Panell Display", monitor de pantalla plana) Link i FLATLINK, així com els seus successors, el LDI ("LVDS Display Interface", interfície de pantalla LVDS) i OpenLDI.
Els senyals USB no es van incorporar al connector DVI. Aquesta negligència s'ha resolt en el connector VESA M1-DA usat per InFocus en els seus projectors, i en el connector Apple Display Connector d'Apple Computer, que ja no es produïx. El connector VESA M1 és bàsicament el connector VESA Plug & Display (P&D), el nom original de la qual és EVC ("Enhanced Video Connector", connector de vídeo millorat). El connector d'Apple és elèctricament compatible amb el VESA P&D/M1 i l'estructura dels pins és la mateixa, però la forma física del connector és distinta.
Els reproductors de DVD moderns, televisors (equips HDTV entre ells) i projectors de vídeo tenen connectors HDMI. Els ordinadors amb connectors DVI poden usar equips HDTV com pantalles però es necessita un cable DVI a HDMI.

## Especificacions

### Digital
- Freqüència mínima de rellotge: 21,76 MHz
- Freqüència màxima de rellotge per a enllaç únic: 165 MHz
- Freqüència màxima de rellotge per a doble enllaç: limitada només pel cable
- Píxels per cicle de rellotge: 1(enllaç únic) o 2 (doble enllaç)
- Bits per píxel: 24.
- Exemples de maneres de pantalla (enllaç únic): o HDTV (1920 × 1080) a 60 Hz amb 5% d'esborrat LCD (131 MHz) o 1920 x 1200 a 60 Hz (154 MHz) o UXGA (1600 × 1200) a 60 Hz amb esborrat GTF (161 MHz) o SXGA (1280 × 1024) a 85 Hz amb esborrat GTF (159 MHz)
- Exemples de maneres de pantalla (doble enllaç): o QXGA (2048 × 1536) a 75 Hz amb esborrat GTF (2×170 MHz) o HDTV (1920 × 1080) a 85 Hz amb esborrat GTF (2×126 MHz) o 2560 × 1600 (en pantalles LCD de 30 polzades) GTF ("Generalized Timing Formula", Fórmula de Sincronització Generalitzada) és un estàndard VESA.

### Analògic
- Amplada de banda RGB: 400 MHz a -3 dB